# الفريزية الهليغولاندية
الهليغولاندية (هالوندر) هي لهجة من لهجات اللغة الفريزية الشمالية الموجودة على جزيرة هليغولاند الألمانية في بحر الشمال. يبلغ عدد متحدثيها اليوم نحو خمسمئة متحدث من أصل مجموع سكان الجزيرة البالغ عددهم 1,650 نسمة. كما تُدرَّس اللهجة في مدارس الجزيرة. تعد اللهجة الهليغولاندية على ارتباط وثيق باللهجتين الفوهرية والأمرومية (وهما من اللهجات الفريزية الشمالية)، نظرًا للدور الذي لعبه صيد السمك في جذب الفريزيين من فوهر وأمروم إلى هليغولاند خلال العصور الوسطى. وظلت الجزر الثلاث على علاقة وثيقة ببعضها البعض منذ ذاك الحين. تعد اللهجتان الفوهرية والأمرومية أقرب إلى اللهجة الهليغولاندية من اللهجة الزولتية لجزيرة زولت المجاورة.
كذلك تحوي الهليغولاندية على مجموعة متنوعة من الكلمات المستعارة التي أخذت من اللغة الإنجليزية الحديثة خلال القرن التاسع عشر، وذلك على خلفية وقوع هليغولاند تحت السيطرة البريطانية لمدة ثلاث وثمانين عامًا.
يعد جيمس كروس من أبرز الشعراء والروائيين الذين كتبوا بالهليغولاندية. أما الكاتبة ماريا لايتغيبر (1906-1979) فكتبت العديد من النصوص النثرية باللهجة الهليغولاندية.
اقرت ولاية شلسفيغ هولشتاين قانونًا يعترف باللغة الفريزية الشمالية كلغة تصلح للاستخدام الرسمي في قضاء نوردفريزلاند وعلى جزيرة هليغولاند. دخل القانون حيز التنفيذ بتاريخ 24 ديسمبر عام 2004.